# مدال قنفذي كبير
مَدَّال قنفذي كبير أو قنفذ مدغشقر الكبير أو سُكينا (الاسم العلمي: Setifer setosus)، نوع من الثدييات التي تنتمي إلى فصيلة المداليات. موطنه مدغشقر. موائله الطبيعية هي الغابات الجافة المدارية أو الشبه المدارية، أو الغابات المنخفضة الرطبة المدارية أو الشبه المدارية، أو الغابات الجبلية الرطبة المدارية أو الشبه المدارية، والسافانا الجافة، السافانا الرطبة، والشجيرات الجافة المدارية أو الشبه المدارية، والشجيرات الرطبة شبه المدارية أو المدارية، وشجيرات الأراضي المدارية الشاهقة أو الشبه المدارية، والأراضي العشبية الجافة شبه الاستوائية أو الاستوائية، والأراضي العشبية الشاهقة أو المدارية على ارتفاعات عالية، والحدائق الريفية، المناطق الحضرية وحدائق الحيوان.